# 狗狗的旅程 (電影)
《狗狗的旅程》（英語：A Dog's Journey）是一部於2019年上映的美國喜劇劇情電影，2017年電影《為了與你相遇》的續集，由蓋兒·曼庫索執導，劇情改編自由W·布魯斯·卡梅隆2012年所著的同名小說。主演包含瑪格·海根柏格、貝蒂・吉爾平、劉憲華、凱薩琳·普雷斯科特、丹尼斯·奎德、喬許·蓋德、陳琦燁等人。
電影於2019年5月17日由環球影業在美國發行。

## 劇情
電影講述貝利（喬許·蓋德配音）在密西根的農場跟他的「男孩」伊森（丹尼斯·奎德飾）及妻子漢娜（瑪格·海根柏格飾）過著幸福快樂的日子，甚至還有了新玩伴：伊森和漢娜的小孫女CJ，問題是CJ的媽媽葛洛莉亞（貝蒂・吉爾平飾）決定將她帶走。在即將轉世前，貝利答應伊森找到CJ並不計一切代價保護她。
貝利接下來開啟了幾段充滿愛、友情和奉獻的生命冒險旅程，與CJ（凱薩琳·普雷斯科特飾）和她最好的朋友崔特（劉憲華飾）共同經歷歡笑、音樂與淚水，還有不時撒嬌摸肚肚。

## 演員
| 演員              | 角色                             |
| 丹尼斯·奎德       | 伊森                             |
| 瑪格·海根柏格     | 漢娜                             |
| 凱薩琳·普雷斯科特 | CJ（成人）                       |
| 劉憲華            | 崔特（成人）                     |
| 艾比·萊德·福特森  | 年輕時的CJ                       |
| 陳琦燁            | 年輕時的崔特                     |
| 貝蒂・吉爾平      | 葛洛莉亞，CJ的母親               |
| 喬許·蓋德         | 貝利，莫里，大狗和馬克斯（配音） |

## 製作
2018年5月，環球宣布該片的發行日期為2019年5月17日。主要攝影於2018年8月開始。

## 發行
《狗狗的旅程》於2019年5月17日由環球影業在美國發行。

## 前傳
2017年1月27日，《為了與你相遇》發布，全球票房收入超過2.05億美元。2017年6月，安培林娛樂公司首席執行官Michael Wright宣布續集正在開發中。 2018年8月26日，A Dog's Journey開始製作，預告片於2019年1月發行。

## 評價
爛番茄根據84條評論，獲得50%的新鮮度，平均得分5.20／10。在Metacritic上，電影獲得了43分。

## 外部連結
- 官方网站
- 互联网电影数据库（IMDb）上《狗狗的旅程》的资料（英文）
- 爛番茄上《狗狗的旅程》的資料（英文）
- Metacritic上《狗狗的旅程》的資料（英文）
- Box Office Mojo上《狗狗的旅程》的資料（英文）
- AllMovie上《狗狗的旅程》的资料（英文）
- 開眼電影網上《狗狗的旅程》的資料（繁體中文）
- 时光网上《狗狗的旅程》的資料（简体中文）
- 豆瓣电影上《狗狗的旅程》的資料 （简体中文）